# Miguel Nascimento
Miguel de Almeida Silva Duarte Nascimento, född 19 januari 1995 i Lissabon, är en portugisisk simmare. Han är gift med Victoria Kaminskaya, olympisk simmare vid olympiska sommarspelen 2016 i Rio de Janeiro.

## Karriär

### 2016–2017
Vid EM 2016 i London slutade Nascimento på 24:e plats på 200 meter fjärilsim, 43:e plats på 100 meter fjärilsim, 46:e plats på 200 meter frisim och 50:e plats på 100 meter frisim. Vid kortbane-VM 2016 i Windsor slutade han på 21:a plats på 100 meter frisim, 23:e plats på 200 meter fjärilsim, 30:e plats på 50 meter frisim och 42:a plats på 200 meter frisim. Nascimento var även en del av Portugals kapplag som slutade på 11:e plats på 4×100 meter medley och på 12:e plats på 4×200 meter frisim.
Vid VM 2017 i Budapest slutade Nascimento på 23:e plats på 200 meter fjärilsim, 33:e plats på 100 meter frisim och på 36:e plats på 50 meter frisim. Vid kortbane-EM 2017 i Köpenhamn slutade han på 25:e plats på både 200 meter frisim och 200 meter fjärilsim samt på 46:e plats på 50 meter frisim.

### 2018–2019
Vid EM 2018 i Glasgow slutade Nascimento på 14:e plats på 200 meter fjärilsim, 19:e plats på 400 meter frisim, 31:a plats på 200 meter frisim och 39:e plats på 50 meter frisim. Vid kortbane-VM 2018 i Hangzhou slutade han på 13:e plats på 200 meter frisim, 17:e plats på 400 meter frisim och 31:a plats på 50 meter frisim. Nascimento var även en del av Portugals kapplag som slutade på sjunde plats på 4×200 meter frisim och på 10:e plats på 4×100 meter frisim.
Vid VM 2019 i Gwangju slutade Nascimento på 37:e plats på 200 meter frisim och på 44:e plats på 100 meter frisim. Han var även en del av Portugals kapplag som slutade på 20:e plats på 4×200 meter frisim. Vid kortbane-EM 2019 i Glasgow slutade Nascimento på 20:e plats på 200 meter frisim, 30:e plats på 100 meter frisim och 45:e plats på och 50 meter frisim.

### 2021–2023
Vid EM 2021 i Budapest slutade Nascimento på 27:e plats på 50 meter frisim och på 44:e plats på 100 meter frisim. Han var även en del av Portugals kapplag som slutade på 20:e plats på 4×100 meter frisim. Vid kortbane-VM 2021 i Abu Dhabi slutade han på 19:e plats på 100 meter frisim och på 23:e plats på 50 meter frisim. Vid medelhavsspelen 2022 i Oran tog Nascimento silver på 50 meter frisim.
Vid VM 2023 i Fukuoka slutade Nascimento på 34:a plats på 50 meter frisim och på 42:a plats på 50 meter fjärilsim. Han var även en del av Portugals kapplag som slutade på 16:e plats på 4×100 meter medley. Vid kortbane-EM 2023 i Otopeni slutade Nascimento på 15:e plats på 100 meter frisim, 21:a plats på 50 meter fjärilsim och på 28:e plats på 50 meter frisim. Han var även en del av Portugals kapplag som slutade på femte plats på 4×50 meter medley, 12:e plats på 4×50 meter mixed frisim och på 13:e plats på 4×50 meter mixed medley.

### 2024
Vid VM 2024 i Doha slutade Nascimento på 26:e plats på 50 meter frisim samt var en del av Portugals kapplag som slutade på 10:e plats på 4×100 meter medley. Nascimento tävlade för Portugal vid olympiska sommarspelen 2024 i Paris, där han blev utslagen i försöksheatet på 50 meter frisim och slutade på totalt 36:e plats.